# La boyarda Morózova
La boyarda Morózova (en ruso: Боярыня Морозова) es un lienzo del pintor ruso Vasili Súrikov, actualmente en la Galería Tretiakov, en Moscú.

## Tema de la obra
Feodosia Morozova —miembro de una familia boyarda— fue una ferviente opositora de la reforma de Nikon, y seguidora de Avvakum, el líder del cisma de los viejos creyentes. Por ello, fue llevada encadenada por las calles de Moscú, y posteriormente encarcelada en el Monasterio de Bórovsk, donde terminaría sus días.

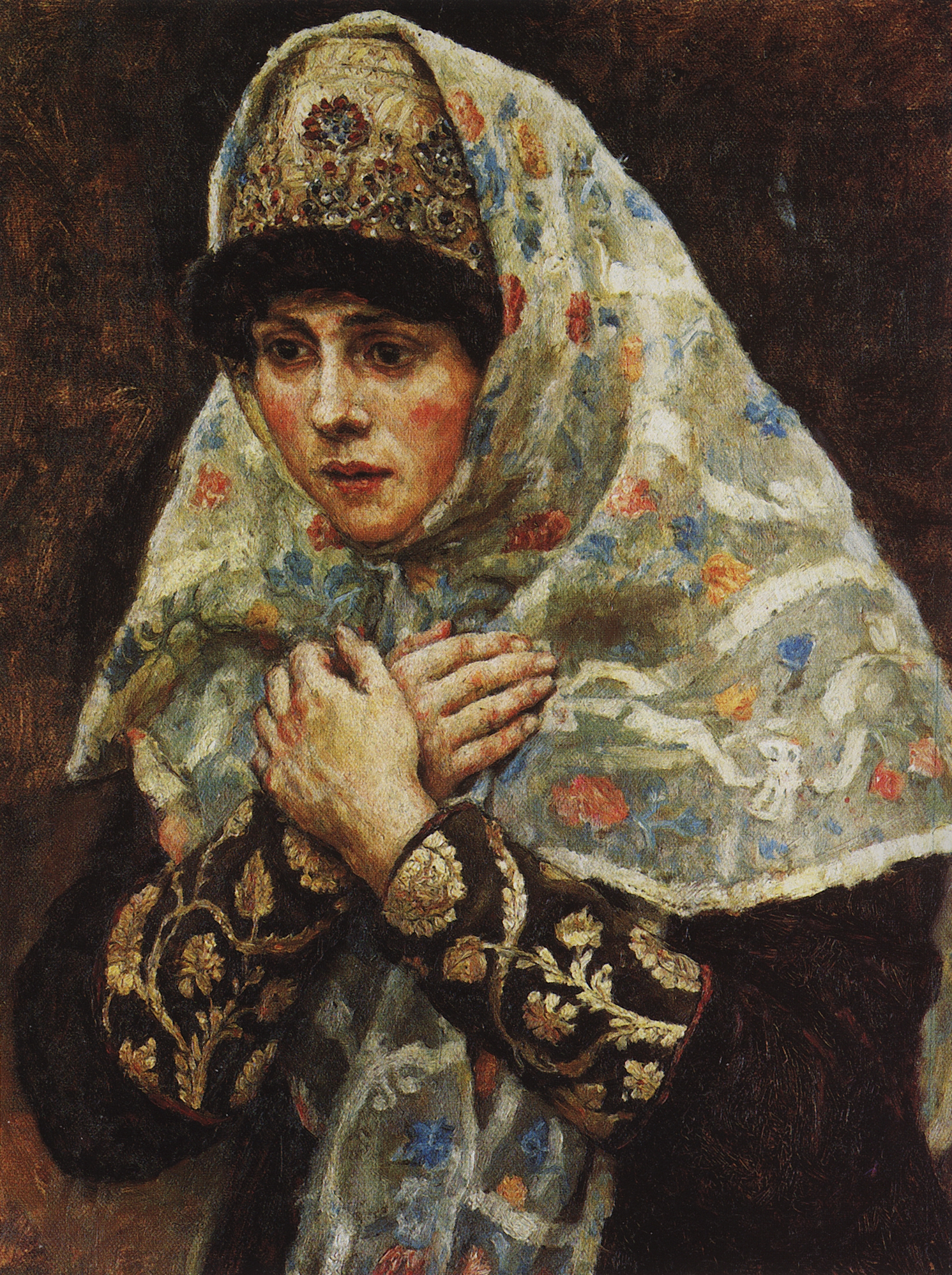
Una de las figuras femeninas en el centro de la multitud de la parte derecha

## Historia de la obra
Surikov estuvo siempre interesado en los acontecimientos y en los personajes más trágicos y cruciales de la historia rusa. Habiendo nacido en Krasnoyarsk —Siberia— donde había muchos viejos creyentes, ya en su infancia quedó impresionado al escuchar la historia de la boyarda Morózova. Más tarde, esta impresión se vio reforzada por la lectura de los libros de historia y por la imagen que de dicha boyarda daban los escritores contemporáneos.
Antes de comenzar a trabajar en esta pintura, viajó a por Europa , estudiando el arte clásico y contemporáneo. Le cautivó especialmente el color de la escuela veneciana. La realización del lienzo fue precedida de un enorme trabajo, con cientos de bocetos, dibujos y estudios, algunos de ellos magníficos. En la sala del museo —junto al cuadro— se pueden ver varios de estos bocetos. El resultado final fue un grandioso lienzo, uno de los más impresionantes y emotivos del arte ruso 

## Análisis de la obra

### Datos técnicos y registrales
- Moscú, Galería Tretiakov, n º. de catálogo: Инв.781.[4]
- Pintura al óleo sobre lienzo
- Datación: 1884-1887
- Dimensiones: 304 × 587,5 cm

### Descripción de la obra
Morózova aparece encadenada, sobre un mísero trineo. Su rostro —tan pálido como la propia nieve— destaca sobre su negra vestimenta, y expresa su determinación de soportar todas las vejaciones. Levanta su mano derecha, haciendo la señal de la cruz con dos dedos unidos, símbolo de su adhesión a los viejos creyentes.
El brazo derecho del trineo divide la composición en dos grupos de personas. Son de variada condición social, edad, ropajes, y sus actitudes hacia la boyarda dependen en parte de si el trineo se acerca o si ya ha pasado. En el grupo de la izquierda, un niño corre al lado del trineo. Detrás de él —delante de unas viviendas— aparecen personajes burlones, o simples curiosos, si bien en el extremo izquierdo hay una joven con una chaqueta violeta-oscuro echada sobre la cabeza, cuya postura denota compasión.
En el grupo de la derecha —delante de una iglesia con un icono— los personajes muestran simpatía o conmiseración hacia Morózova. En el extremo derecho del primer plano hay un Юродство (loco por Cristo) que se hace eco del signo de los dedos de Morozova. Tiene llagas debidas a una pesada cadena de hierro penitencial. Está sentado descalzo, con las piernas cruzadas, sin prestar atención ni al frío ni a sus pesados hierros. Este patético indigente contrasta con la belleza de los rostros femeninos del mismo grupo, como el de una joven con un abrigo de piel azul, que inclina su hermosa cabeza ante la boyarda. Estos personajes simbolizan la conexión entre el tiempo presente y el futuro, al conservar en su memoria una realidad que se convertirá en historia al transmitirse a las próximas generaciones.
Los colores de las ropajes del gentío se funden en un único patrón, formando un colectivo. en el que sin embargo no se confunden los caracteres personales. El dramático contenido, la destreza pictórica y la opulencia del color se unen eficazmente en esta pintura, donde Súrikov representó el colorido del paisaje invernal ruso, con un efecto casi impresionista. El aire helado, la nieve blanco-azulada, la rica variedad de trajes típicos, las cúpulas de las iglesias y los tejados nevados de las casas, se combinan armoniosamente a pesar de la gran variedad de colores y matices.